# Cronologia de la intel·ligència artificial

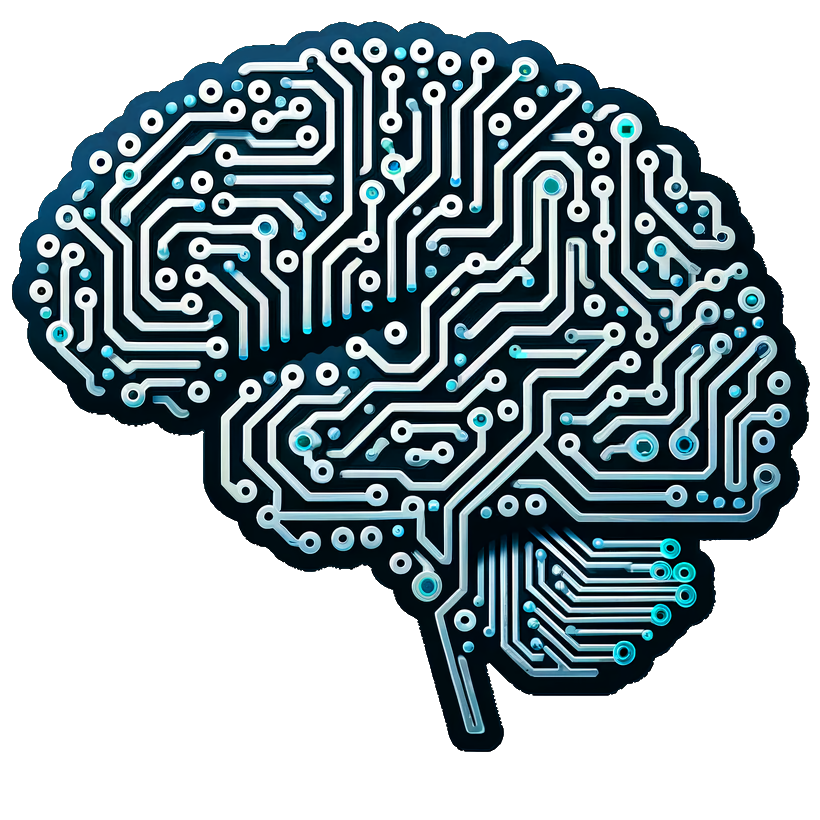
Imatge generada per IA

Aquesta és una cronologia de la intel·ligència artificial, de vegades anomenada alternativament intel·ligència sintètica, amb la seva evolució al llarg dels segles.

## Abans delseglexx
| Data                     | Desenvolupament |
| Antiguitat               | Els mites grecs d'Hephaestus i Pygmalion van incorporar la idea dels autòmats intel·ligents (com Talos) i els éssers artificials (com Galatea i Pandora). |
| Antiguitat               | Es creia que les sagrades estàtues mecàniques construïdes a Egipte i Grècia eren capaces de saviesa i emoció. Hermes Trismegistus escriuria "tenen senso i esperit... en descobrir la veritable naturalesa dels déus, l'home ha estat capaç de reproduir-lo". La llei del mosaic prohibeix l'ús d'autòmats en la religió. |
| Segle X a.C.             | Yan Shi va presentar al rei Mu de Zhou amb homes mecànics capaços de moure els seus cossos de manera independent. |
| 384–322 a.C.             | Aristòtil va descriure el sil·logisme, un mètode de pensament formal, mecànic i teoria del coneixement en l'Organon. |
| Segle III a. C.          | Ctesibius inventa un rellotge mecànic d'aigua amb una alarma. Aquest va ser el primer exemple d'un mecanisme de retroalimentació. [cita necessària] |
| segle I                  | Heroi d'Alexandria va crear homes mecànics i altres autòmats. Va produir el que pot haver estat "la primera màquina programable pràctica del món": un teatre automàtic. |
| 260                      | Porphyry va escriure Isagogê que va categoritzar el coneixement i la lògica. |
| ~800                     | Jabir ibn Hayyan va desenvolupar la teoria alquímica àrab de Takwin, la creació artificial de vida en el laboratori, fins a i incloent la vida humana. |
| Segle IX                 | Els germans Banū Mūsā van crear un autòmat de música programable descrit en el seu Llibre d'Enginyosos Dispositius: una flauta impulsada pel so controlat per un programa representat per agulles en un cilindre giratori. Aquesta era "tal vegada la primera màquina amb un programa emmagatzemat". This was "perhaps the first machine with a stored program." |
| 1206                     | Ismail al-Jazari va crear una orquestra programable d'éssers humans mecànics. |
| 1275                     | Ramón Llull, teòleg mallorquí, inventa l'Ars Magna, una eina per a combinar conceptes mecànicament basats en una eina astrològica àrab, el Zairja. Llull va descriure les seves màquines com a entitats mecàniques que podien combinar la veritat bàsica i els fets per a produir coneixement avançat. El mètode seria desenvolupat més per Gottfried Leibniz en el segle XVII. |
| ~1500                    | Paracels va afirmar haver creat un home artificial a partir de magnetisme, esperma i alquímia. |
| ~1580                    | Es diu que el rabí Judà Loew ben Bezalel de Praga ha inventat el Golem, un home argilenc portat a la vida. |
| Principis del segle XVII | René Descartes va proposar que els cossos dels animals no són més que màquines complexes (però que els fenòmens mentals són d'una "substància" diferent). |
| 1620                     | Francis Bacon va desenvolupar teoria empírica del coneixement i va introduir la lògica inductiva en el seu treball Novum Organum, una obra sobre el títol d'Aristòtil Organon. |
| 1623                     | Wilhelm Schickard va dibuixar un rellotge de càlcul en una carta a Kepler. Aquest serà el primer dels cinc intents fallits de dissenyar un rellotge de càlcul d'entrada directa en el segle XVII (incloent els dissenys de Tito Burattini, Samuel Morland i René Grillet). |
| 1641                     | Thomas Hobbes va publicar Leviathan i va presentar una teoria mecànica combinatòria de la cognició. Va escriure: "...per la raó no és una altra cosa que calcular". |
| 1642                     | Blaise Pascal va inventar la calculadora mecànica, la primera màquina de càlcul digital. |
| 1672                     | Gottfried Wilhelm Leibniz va millorar les màquines anteriors, fent que el Pas de Comptes faci multiplicació i divisió. També va inventar el sistema numèric binari i va preveure un càlcul universal del raonament (alfabet del pensament humà) mitjançant el qual els arguments podien decidir-se mecànicament. Leibniz va treballar a assignar un número específic a tots i cadascun dels objectes del món, com a preludi d'una solució algebraica a tots els problemes possibles.                                                                  |
| 1676                     | Gottfried Wilhelm Leibniz va derivar la regla de la cadena. Aquesta regla s'ha tornat central per a l'assignació de crèdits en xarxes neuronals artificials: l'algorisme de retropropagación per a l'aprenentatge profund és una aplicació eficient de la regla de la cadena a xarxes de nodes diferenciables. |
| 1726                     | Jonathan Swift va publicar Gulliver's Travel, que inclou aquesta descripció de l'Engine, una màquina a l'illa de Laputa: "un projecte per a millorar el coneixement especulatiu mitjançant operacions pràctiques i mecàniques" mitjançant l'ús d'aquesta "Contrivance", "la persona més ignorant a un càrrec raonable, i amb una mica de treball corporal, pot escriure llibres en filosofia, menys poesia, politicks, matemàtica, estudi. La màquina és una paròdia d'Ars Magna, una de les inspiracions del mecanisme de Gottfried Wilhelm Leibniz. |
| 1750                     | Julien Offray de La Mettrie va publicar L'Homme Machine, que argumentava que el pensament humà és estrictament mecànic. |
| 1763                     | El treball de Thomas Bayes An Essay per a resoldre un problema en la Doctrina de les Oportunitats, publicat dos anys després de la seva mort, va establir les bases del teorema de Bayes. [cita necessària] |
| 1769                     | Wolfgang von Kempelen va construir i va guiar amb el seu autòmat de joc de metalls, The Turk, que Kempelen va afirmar podria derrotar els jugadors humans. El turc es va mostrar més tard com un engany, involucrant a un jugador d'escacs humans. |
| 1795-1805                | El tipus més simple de xarxa neuronal artificial és la xarxa lineal. Es coneix des de fa més de dos segles com el mètode de mínims quadrats o regressió lineal. Es va utilitzar com a mitjà per a trobar un bon ajust lineal a un conjunt de punts per Adrien-Marie Legendre (1805) i Carl Friedrich Gauss (1795) per a la predicció del moviment planetari. |
| 1800                     | Joseph Marie Jacquard va crear un teler programable, basat en invencions anteriors de Basile Bouchon (1725), Jean-Baptiste Falcon (1728) i Jacques Vaucanson (1740). Seqüències d'operacions substituïbles de targetes perforades controlades en el procés de fabricació de tèxtils. Aquest pot haver estat el primer programari industrial per a empreses comercials. |
| 1805                     | Adrien-Marie Legendre descriu el "méthode des moindres carrés", conegut en anglès com a mètode de mínims quadrats. El mètode de mínims quadrats s'utilitza àmpliament en l'ajust de dades. |
| 1818                     | Mary Shelley va publicar la història de Frankenstein; o el Prometeu Moderno, una consideració fictícia de l'ètica de crear éssers sensibles. |
| 1822–1859                | Charles Babbage & Ada Lovelace van treballar en calculadores mecàniques programables. |
| 1837                     | El matemàtic Bernard Bozen va fer el primer intent modern de formalitzar la semàntica. |
| 1854                     | George Boole va proposar "investigar les lleis fonamentals d'aquestes operacions de la ment per les quals es realitza el raonament, per a donar-los expressió en el llenguatge simbòlic d'un càlcul", inventant àlgebra booleana. |
| 1863                     | Samuel Butler va suggerir que l'evolució darwiniana també s'aplica a les màquines, i especula que algun dia es tornaran conscients i eventualment suplantaran a la humanitat. |

## Segle XX

### 1901–1950
| Data             | Desenvolupament |
| 1913             | Bertrand Russell i Alfred North Whitehead van publicar Principia Mathematica, que va revolucionar la lògica formal. |
| 1915             | Leonardo Torres y Quevedo va construir un autòmat per a les partides finals d'escacs, El Ajedrecista. Va ser anomenat "el primer pioner de la IA del segle XX". També va publicar especulacions sobre el pensament i els autòmats. |
| 1923             | L'obra de teatre de Karel Čapek RUR (Rossum's Universal Robots) es va estrenar a Londres. Aquest és el primer ús de la paraula " robot " en anglès. |
| 1920-1925        | Wilhelm Lenz i Ernst Ising van crear i analitzar el model d'Ising (1925) que es pot veure com la primera xarxa neuronal recurrent artificial (RNN) que consta d'elements de llindar semblants a neurones. El 1972, Shun'ichi Amari va adaptar aquesta arquitectura. |
| Anys 1920 i 1930 | El Tractatus Logico-Philosophicus (1921) de Ludwig Wittgenstein inspira a Rudolf Carnap i als positivistes lògics del Cercle de Viena a utilitzar la lògica formal com a fonament de la filosofia. Tanmateix, el treball posterior de Wittgenstein a la dècada de 1940 demostra que la lògica simbòlica lliure de context és incoherent sense la interpretació humana. |
| 1931             | Kurt Gödel va codificar enunciats i demostracions matemàtiques com a nombres enters, i va demostrar que hi ha teoremes veritables que no es poden demostrar per qualsevol màquina coherent de demostració de teoremes. Així, "va identificar els límits fonamentals de la demostració de teoremes algorísmics, la computació i qualsevol tipus d'IA basat en la computació", establint les bases de la informàtica teòrica i la teoria de la IA.                                                                                  |
| 1935             | Alonzo Church va ampliar la prova de Gödel i va demostrar que el problema de decisió de la informàtica no té una solució general. Va desenvolupar el càlcul Lambda, que finalment serà fonamental per a la teoria dels llenguatges informàtics. |
| 1936             | Konrad Zuse va presentar la seva sol·licitud de patent per a un ordinador controlat per programa. |
| 1937             | Alan Turing va publicar " On Computable Numbers ", que va establir les bases de la teoria moderna de la computació introduint la màquina de Turing, una interpretació física de la "computabilitat". El va utilitzar per confirmar Gödel demostrant que el problema de l'aturada és indecidible . |
| 1940             | Edward Condon va mostrar Nimatron, una màquina digital que interpretava perfectament a Nim. |
| 1941             | Konrad Zuse va construir el primer ordinador de propòsit general controlat per programa de treball. |
| 1943             | Warren Sturgis McCulloch i Walter Pitts publiquen "A Logical Calculus of the Ideas Immanent in Nervous Activity" (1943), la primera descripció matemàtica d'una xarxa neuronal artificial. |
| 1943             | Arturo Rosenblueth, Norbert Wiener i Julian Bigelow encunen el terme " cibernètica ". El popular llibre de Wiener amb aquest nom publicat el 1948. |
| 1945             | La teoria de jocs que resultaria inestimable en el progrés de la IA es va introduir amb el document de 1944 " Teoria dels jocs i comportament econòmic " del matemàtic John von Neumann i l' economista Oskar Morgenstern. |
| 1945             | Vannevar Bush va publicar " As We May Think " (The Atlantic Monthly, juliol de 1945) una visió previsora del futur en la qual els ordinadors ajuden els humans en moltes activitats. |
| 1948             | John von Neumann (citat per ET Jaynes) en resposta a un comentari en una conferència que era impossible que una màquina (almenys les creades per humans) pensis: "Insisteixes que hi ha alguna cosa que una màquina no pot fer. Si em dius amb precisió què és el que una màquina no pot fer, aleshores sempre puc fer una màquina que faci exactament això!" . Von Neumann estava presumiblement al·ludint a la tesi Church-Turing que afirma que qualsevol procediment efectiu pot ser simulat per un ordinador (generalitzat). |

### Dècada de 1950
| Data                                   | Desenvolupament |
| 1950                                   | Alan Turing proposa la prova de Turing com a mesura de la intel·ligència de la màquina. |
| 1950                                   | Claude Shannon va publicar una anàlisi detallada del joc d'escacs com a recerca. |
| 1950                                   | Isaac Asimov va publicar les seves Tres lleis de la robòtica. |
| 1951                                   | Els primers programes d'IA en funcionament es van escriure l'any 1951 per funcionar a la màquina Ferranti Mark 1 de la Universitat de Manchester : un programa de joc de dames escrit per Christopher Strachey i un programa de joc d'escacs escrit per Dietrich Prinz . |
| 1952–1962                              | Arthur Samuel (IBM) va escriure el primer programa de joc, per a dames (esborranys), per aconseguir l'habilitat suficient per desafiar un aficionat respectable. El seu primer programa de joc de dames va ser escrit el 1952 i el 1955 va crear una versió que va aprendre a jugar. |
| 1956                                   | La conferència d'estiu d'IA del Dartmouth College organitzada per John McCarthy, Marvin Minsky, Nathan Rochester d'IBM i Claude Shannon. McCarthy encunya el terme intel·ligència artificial per a la conferència. |
| 1956                                   | La primera demostració del Logic Theorist (LT) escrita per Allen Newell, JC Shaw i Herbert A. Simon (Carnegie Institute of Technology, ara Carnegie Mellon University o CMU). Sovint s'anomena el primer programa d'IA, tot i que el programa de dames de Samuel també té un fort reclam. Aquest programa s'ha descrit com el primer dissenyat deliberadament per realitzar raonaments automatitzats, i finalment demostraria 38 dels primers 52 teoremes dels Principia Mathematica de Russell i Whitehead, i trobaria demostracions noves i més elegants per a alguns. Simon va dir que havien "resolt el venerable problema ment/cos, explicant com un sistema compost de matèria pot tenir les propietats de la ment". (Aquesta va ser una declaració primerenca de la posició filosòfica que John Searle anomenaria més tard " IA forta ": que les màquines poden contenir ments tal com ho fan els cossos humans.) |
| 1958                                   | John McCarthy (Institut Tecnològic de Massachusetts o MIT) va inventar el llenguatge de programació Lisp. |
| 1958                                   | Herbert Gelernter i Nathan Rochester (IBM) van descriure un demostrador de teoremes en geometria que explota un model semàntic del domini en forma de diagrames de casos "típics". |
| 1958                                   | La conferència de Teddington sobre la mecanització dels processos de pensament es va celebrar al Regne Unit i entre les ponències presentades hi havia "Programs with Common Sense" de John McCarthy, "Pandemonium" d' Oliver Selfridge i "Some Methods of Heuristic Programming and Artificial Intelligence" de Marvin Minsky. ". |
| 1959                                   | El General Problem Solver (GPS) va ser creat per Newell, Shaw i Simon mentre estava a CMU. |
| 1959                                   | John McCarthy i Marvin Minsky van fundar el MIT AI Lab . |
| Finals dels anys 50, principis dels 60 | Margaret Masterman i els seus col·legues de la Universitat de Cambridge dissenyen xarxes semàntiques per a la traducció automàtica. |

### dècada de 1960
| Data  | Desenvolupament |
| ----- | --- |
| 1960s | Ray Solomonoff posa els fonaments d'una teoria matemàtica de AI, introduint mètodes bayesians universals per a predicció i inferència inductiva. |
| 1960  | "Home-Simbiosi d'Ordinador" per J.c.R. Licklider. |
| 1961  | James Slagle (PhD dissertació, MIT) va escriure (dins Lisp) el programa d'integració simbòlic primer, SANT, el qual va solucionar problemes de càlcul a l'universitari freshman nivell. |
| 1961  | En Ments, Màquines i Gödel, John Lucas va negar la possibilitat d'intel·ligència de màquina damunt terres lògics o filosòfics. Va referir al resultat de Kurt Gödel de 1931: suficientment els sistemes formals potents són tampoc inconsistent o permetre per formular teoremes certs unprovable per qualsevol teorema-provant AI derivant tot teoremes demostrables des dels axiomes. Des dels humans són capaços de "veure" la veritat de tals teoremes, les màquines van ser considerades inferiors.                                                           |
| 1961  | Unimationha robot industrial Unimate va treballar en una assemblea d'automòbil de Motors General línia. |
| 1963  | el programa de Thomas Evans, ANALOGIA, escrit com part del seu PhD feina a MIT, va demostrar aquells ordinadors poden solucionar els mateixos problemes d'analogia com és donat damunt IQ proves. |
| 1963  | Edward Feigenbaum i Feldman julià Ordinadors publicats i va Pensar, la primera col·lecció d'articles sobre intel·ligència artificial. |
| 1963  | Leonard Uhr i Charles Vossler publicat "Un Programa de Reconeixement del Patró Allò Genera, Avalua, i Ajusta Els seus Operadors Propis", el qual va descriure un dels programes de saber de màquina primers que podria adaptively adquirir i modificar característiques i així venç les limitacions de simple perceptrons de Rosenblatt. |
| 1964  | Danny Bobrowha dissertació a MIT (informe tècnic #1 des de MITha AI grup, Projecte MAC), mostra aquells ordinadors poden entendre llengua natural prou bé per solucionar problemes de mot de l'àlgebra correctament. |
| 1964  | Bertram Raphael MIT la dissertació en el programa de SENYOR demostra el poder d'una representació lògica de saber per a sistemes queresponenpregunta. |
| 1965  | Alexey Grigorevich Ivakhnenko i Valentin Lapa va desenvolupar l'algoritme de saber profund primer per multilayer perceptrons en Ucraïna. |
| 1965  | Lotfi Zadeh a U.c. Berkeley publica el seu primer paper que introdueix #lògica difusa, "#Conjunt borrós" (Informació i Control 8: 338–353). |
| 1965  | J. Alan Robinson va inventar un procediment de prova mecànic, el Mètode de Resolució, el qual va permetre programes per treballar amb eficiència amb lògica formal com a llengua de representació. |
| 1965  | Joseph Weizenbaum (MIT) va construir ELIZA, un programa interactiu allò porta en un diàleg en llengua anglesa en qualsevol tema. Era una joguina popular a AI centres damunt el ARPANET quan una versió que "va simular" el diàleg d'un psychotherapist va ser programat. |
| 1965  | Edward Feigenbaum va iniciar Dendral, un esforçdedeu anys per desenvolupar programari per deduir l'estructura molecular dels compostos orgànics que utilitzen dada d'instrument científic. Era el primer sistema d'expert. |
| 1966  | Ross Quillian (PhD dissertació, Carnegie Inst. de Tecnologia, ara CMU) va demostrar xarxes semàntiques. |
| 1966  | Taller d'Intel·ligència de la màquina a Edimburg – el primer d'una sèrie d'anuari influent organitzada per Donald Michie i altres. |
| 1966  | L'informe negatiu en traducció automàtica mata molta feina en tramitació de llengua natural (NLP) durant molts anys. |
| 1966  | Dendral programa (Edward Feigenbaum, Joshua Lederberg, Bruce Buchanan, Geòrgia Sutherland a Universitat Stanford) demostrat per interpretar màssic spectra en compostos de substància química orgànica. Primer saber d'èxit-programa basat per a raonament científic. |
| 1967  | Defuig'ichi Amari era el primer d'utilitzar descens de gradient estocàstic per a saber profund dins multilayer perceptrons. En experiments d'ordinador dirigits pel seu alumne Saito, una cinc capa MLP amb dues capes modificables van aprendre representacions internes útils per classificar no-linearily classes de patró separable. |
| 1968  | Joel Moisès (PhD feina a MIT) va demostrar el poder de raonament simbòlic per a problemes d'integració dins el Macsyma programa. Primer saber d'èxit-programa basat en matemàtiques. |
| 1968  | Richard Greenblatt (programador) a MIT va construir un saber-escacs basats-jugant programa, MacHack, allò era prou bo per aconseguir una classe-C valorar en joc de torneig. |
| 1968  | el programa de Wallace i Boulton, Esnob (Comp.J. 11(2) 1968), per unsupervised classificació (agrupant-se) utilitza la Durada de Missatge de Mínim bayesiana criteri, una realització matemàtica de Occamha navalla. |
| 1969  | Stanford Investigar Institut (SRI): Shakey el Robot, va demostrar combinant locomoció animal, la percepció i el problema solucionar. |
| 1969  | Roger Schank (Stanford) va definir model de dependència conceptual per enteniment de llengua natural. Més tard desenvolupat (dins PhD dissertacions a Yale Universitat) per a ús en entendre narracions per Robert Wilensky i Wendy Lehnert, i per a ús en record comprensiu per Janet Kolodner. |
| 1969  | Yorick Wilks (Stanford) va desenvolupar la vista de coherència semàntica de llengua Semàntica de Preferència anomenada, va encarnar en la primera semàntica-programa de traducció automàtica conduïda, i la base de molts PhD dissertacions de llavors ençà com Segó Boguraev i David Carter a Cambridge. |
| 1969  | Primera Conferència de Junta Internacional en Intel·ligència Artificial (IJCAI) arrapat a Stanford. |
| 1969  | Marvin Minsky i Seymour Papert publicar Perceptrons, demostrant anteriorment unrecognized els límits d'això alimenten-davanter dos-estructura estesa. Aquest llibre és considerat per una mica per marcar el principi del AI hivern del 1970s, una fallada de confiança i finançant per AI. Tanmateix, pel temps el llibre va sortir, mètodes per entrenant multilayer perceptrons per profund aprendre era ja sabut (Alexey Grigorevich Ivakhnenko i Valentin Lapa, 1965; Defuig'ichi Amari, 1967). El progrés significatiu en el camp va continuar (veure sota). |
| 1969  | McCarthy i Hayes van arrencar la discussió sobre el problema de marc amb el seu assaig, "Alguns Problemes Filosòfics des del Punt de vista d'Intel·ligència Artificial". |

### dècada de 1970
| Data                        | Desenvolupament |
| --------------------------- | --- |
| Principis dels anys 70      | Jane Robinson i Don Walker van establir un influent grup de processament del llenguatge natural a SRI. |
| 1970                        | Seppo Linnainmaa publica el mode invers de la diferenciació automàtica. Aquest mètode es va conèixer més tard com a retropropagació, i s'utilitza molt per entrenar xarxes neuronals artificials. |
| 1970                        | Jaime Carbonell (Sr.) va desenvolupar SCHOLAR, un programa interactiu d'ensenyament assistit per ordinador basat en xarxes semàntiques com a representació del coneixement. |
| 1970                        | Bill Woods va descriure les xarxes de transició augmentada (ATN) com una representació per a la comprensió del llenguatge natural. |
| 1970                        | El programa de doctorat de Patrick Winston, ARCH, al MIT va aprendre conceptes a partir d'exemples del món dels blocs infantils. |
| 1971                        | La tesi doctoral (MIT) de Terry Winograd va demostrar la capacitat dels ordinadors per entendre frases en anglès en un món restringit de blocs infantils, en un acoblament del seu programa de comprensió lingüística, SHRDLU, amb un braç robot que realitzava instruccions escrites en anglès.                                                                                        |
| 1971                        | El treball sobre el demostrador del teorema de Boyer-Moore va començar a Edimburg. |
| 1972                        | Llenguatge de programació Pròleg desenvolupat per Alain Colmerauer . |
| 1972                        | Earl Sacerdoti va desenvolupar un dels primers programes de planificació jeràrquica, ABSTRIPS. |
| 1973                        | L'Assembly Robotics Group de la Universitat d'Edimburg construeix Freddy Robot, capaç d'utilitzar la percepció visual per localitzar i muntar models. (Vegeu Edinburgh <i id="mwAxM">Freddy</i> Assembly Robot : un versàtil sistema de muntatge controlat per ordinador.) |
| 1973                        | L' informe Lighthill dona un veredicte molt negatiu sobre la investigació de la IA a la Gran Bretanya i constitueix la base per a la decisió del govern britànic de suspendre el suport a la investigació de la IA a totes les universitats menys dues. |
| 1974                        | La tesi doctoral de Ted Shortliffe sobre el programa MYCIN (Stanford) va demostrar un enfocament molt pràctic basat en regles per als diagnòstics mèdics, fins i tot en presència d'incertesa. Tot i que va agafar prestat de DENDRAL, les seves pròpies contribucions van influir fortament en el futur del desenvolupament de sistemes experts, especialment els sistemes comercials. |
| 1975                        | Earl Sacerdoti va desenvolupar tècniques de planificació d'ordres parcials en el seu sistema NOAH, substituint el paradigma anterior de cerca entre les descripcions de l'espai estatal. NOAH es va aplicar a SRI International per diagnosticar i reparar sistemes electromecànics de manera interactiva.                                                                              |
| 1975                        | Austin Tate va desenvolupar el sistema de planificació jeràrquica Nonlin capaç de cercar un espai de plans parcials caracteritzats com a enfocaments alternatius a l'estructura d'objectius subjacent del pla. |
| 1975                        | Marvin Minsky va publicar el seu article molt llegit i influent sobre Frames com a representació del coneixement, en el qual es reuneixen moltes idees sobre esquemes i vincles semàntics . |
| 1975                        | El programa d'aprenentatge Meta-Dendral va produir nous resultats en química (algunes regles de l'espectrometria de masses) els primers descobriments científics d'un ordinador que es van publicar en una revista arbitrada. |
| Mitjans dels anys 70        | Barbara Grosz (SRI) va establir límits als enfocaments tradicionals d'IA per al modelatge del discurs. Els treballs posteriors de Grosz, Bonnie Webber i Candace Sidner van desenvolupar la noció de "centrar", utilitzada per establir l'enfocament del discurs i les referències anafòriques en el processament del llenguatge natural.                                               |
| Mitjans dels anys 70        | David Marr i els seus col·legues del MIT descriuen el "esbós primordial" i el seu paper en la percepció visual. |
| 1976                        | El programa AM de Douglas Lenat (tesi doctoral de Stanford) va demostrar el model de descobriment (cerca de conjectures interessants sense guiar). |
| 1976                        | Randall Davis va demostrar el poder del raonament a metanivell a la seva tesi doctoral a Stanford. |
| 1978                        | Tom Mitchell, a Stanford, va inventar el concepte d' espais de versió per descriure l'espai de cerca d'un programa de formació de conceptes. |
| 1978                        | Herbert A. Simon guanya el Premi Nobel d'Economia per la seva teoria de la racionalitat limitada, una de les pedres angulars de la IA coneguda com a " satisfactoria ". |
| 1978                        | El programa MOLGEN, escrit a Stanford per Mark Stefik i Peter Friedland, va demostrar que es pot utilitzar una representació del coneixement de programació orientada a objectes per planificar experiments de clonació de gens. |
| 1979                        | La tesi doctoral de Bill VanMelle a Stanford va demostrar la generalitat de la representació del coneixement i l'estil de raonament de MYCIN en el seu programa EMYCIN, el model per a molts "shells" de sistemes experts comercials. |
| 1979                        | Jack Myers i Harry Pople de la Universitat de Pittsburgh van desenvolupar INTERNIST, un programa de diagnòstic mèdic basat en el coneixement basat en els coneixements clínics del Dr. Myers. |
| 1979                        | Cordell Green, David Barstow, Elaine Kant i altres a Stanford van demostrar el sistema CHI per a la programació automàtica . |
| 1979                        | El Stanford Cart, construït per Hans Moravec, es converteix en el primer vehicle autònom controlat per ordinador quan travessa amb èxit una habitació plena de cadires i circumnavega el Stanford AI Lab . |
| 1979                        | BKG, un programa de backgammon escrit per Hans Berliner a CMU, derrota el campió del món vigent (en part per sort). |
| 1979                        | Drew McDermott i Jon Doyle al MIT i John McCarthy a Stanford comencen a publicar treballs sobre lògiques no monòtones i aspectes formals del manteniment de la veritat. |
| Finals de la dècada de 1970 | El recurs SUMEX-AIM de Stanford, dirigit per Ed Feigenbaum i Joshua Lederberg, demostra el poder d'ARPAnet per a la col·laboració científica. |

### dècada de 1980
| Data                       | Desenvolupament |
| -------------------------- | --- |
| dècada de 1980             | Màquines Lisp desenvolupades i comercialitzades. Primers shells de sistemes experts i aplicacions comercials. |
| 1980                       | Primera Conferència Nacional de l'Associació Americana per a la Intel·ligència Artificial (AAAI) celebrada a Stanford. |
| 1981                       | Danny Hillis dissenya la màquina de connexió, que utilitza la informàtica paral·lela per aportar nova potència a la IA i a la computació en general. (Més tard funda Thinking Machines Corporation) |
| 1982                       | El projecte de sistemes informàtics de cinquena generació (FGCS), una iniciativa del Ministeri de Comerç i Indústria Internacional del Japó, va començar el 1982, per crear un "ordinador de cinquena generació" (vegeu història del maquinari informàtic) que se suposa que havia de realitzar molts càlculs utilitzant un paral·lelisme massiu. . |
| 1983                       | John Laird i Paul Rosenbloom, treballant amb Allen Newell, completen les dissertacions de la CMU sobre Soar (programa). |
| 1983                       | James F. Allen inventa el càlcul d'intervals, la primera formalització d'esdeveniments temporals molt utilitzada. |
| Mitjans dels anys vuitanta | Les xarxes neuronals s'utilitzen àmpliament amb l'algorisme de retropropagació, també conegut com el mode invers de diferenciació automàtica publicat per Seppo Linnainmaa el 1970 i aplicat a les xarxes neuronals per Paul Werbos . |
| 1985                       | El programa de dibuix autònom, AARON, creat per Harold Cohen, es demostra a la Conferència Nacional de l'AAAI (basat en més d'una dècada de treball, i amb treballs posteriors que mostren grans novetats). |
| 1986                       | L'equip d' Ernst Dickmanns de la Universitat Bundeswehr de Múnic construeix els primers cotxes robot, conduint fins a 55 mph en carrers buits. |
| 1986                       | Barbara Grosz i Candace Sidner creen el primer model computacional del discurs, establint el camp de la recerca. |
| 1987                       | Marvin Minsky va publicar The Society of Mind, una descripció teòrica de la ment com a col·lecció d'agents cooperants. Feia anys que feia una conferència sobre la idea abans de sortir el llibre (cf Doyle 1983). |
| 1987                       | Al voltant de la mateixa època, Rodney Brooks va introduir l'arquitectura de subsunció i la robòtica basada en el comportament com un model modular més minimalista d'intel·ligència natural; Nova AI . |
| 1987                       | Llançament comercial de la generació 2.0 d'Alacrity per Alacritous Inc. /Allstar Advice Inc. Toronto, el primer sistema d'assessorament estratègic i de gestió comercial. El sistema es basava en un sistema expert encadenat i autodesenvolupat amb 3.000 regles sobre l'evolució dels mercats i les estratègies competitives i en coautor Alistair Davidson i Mary Chung, fundadors de l'empresa amb el motor subjacent desenvolupat per Paul Tarvydas. El sistema Alacrity també incloïa un petit sistema expert financer que interpretava els estats financers i els models. |
| 1989                       | El desenvolupament de la integració a molt gran escala (VLSI) de metall-òxid-semiconductor (MOS), en forma de tecnologia MOS complementària (CMOS), va permetre el desenvolupament de la pràctica tecnologia de xarxes neuronals artificials (ANN) a la dècada de 1980. Una publicació històrica en aquest camp va ser el llibre de 1989 Analog VLSI Implementation of Neural Systems de Carver A. Mead i Mohammed Ismail. |
| 1989                       | Dean Pomerleau de la CMU crea ALVINN (An Autonomous Land Vehicle in a Neural Network). |

### dècada de 1990
| Data            | Desenvolupament |
| --------------- | --- |
| 1990s           | Avanços importants en totes àrees de AI, amb demostracions significatives en saber de màquina, intel·ligent tutoring, cas-raonament basat, multi-l'agent que planeja, planificant, raonament incert, les dades que exploten, enteniment de llengua natural i traducció, visió, realitat virtual, jocs, i altres temes.                                                                                                  |
| Primerenc 1990s | TD-Gammon, un programa de backgammon escrit per Gerry Tesauro, demostra aquell reforç (aprenent) és prou potent per crear un campionat-joc de nivell-jugant programa per competir favorablement amb jugadors de classe mundial. |
| 1991            | El dard que planifica l'aplicació va desplegar en la primera Guerra de Golf va pagar enrere DARPAha inversió de 30 anys dins AI recerca. |
| 1992            | Carol Stoker i NASA Ames equip de robòtica explorar vida marina en Antàrtida amb un undersea Telepresència de robot ROV va operar des del gel prop McMurdo Badia, Antàrtida i remotament via nexe de satèl·lit des de Moffett Camp, Califòrnia. |
| 1993            | Ian Horswill va estendre conducta-robòtica basada per crear Polly, el primer robot a navigate utilitzant visió i operar a animal-com velocitats (1 metre/segon). |
| 1993            | Rodney Rierols, Lynn Andrea Stein i Cynthia Breazeal va arrencar l'amplament promogut MIT Cog projecte amb col·laboradors nombrosos, en un intent de construir un nen de robot de l'humanoide dins just cinc anys. |
| 1993            | ISX la corporació venç "DARPA contractista de l'any" per l'Anàlisi Dinàmica i Replanning Eina (DARD) quin segons es diu repaid la inversió sencera de la governació dels EUA dins AI recerca de llavors ençà el 1950s. |
| 1994            | Lotfi Zadeh a U.c. Berkeley crea "informàtica suau" i construeix una xarxa mundial de recerca amb una fusió de ciència neuronal i sistemes de xarxa neuronal, teoria de #conjunt borrós i sistemes confusos, algoritmes evolutius, programació genètica, i teoria de caos i sistemes caòtics ("#Lògica difusa, Xarxes Neuronals, i Informàtica Suau", Comunicacions del ACM, març 1994, Vol. 37 Núm. 3, pàgines 77–84). |
| 1994            | Amb passatgers a bord, la Vampiressa de carros de robot de bessó i VITA-2 d'Ernst Dickmanns i Daimler-Benz unitat més que mil quilòmetres damunt un París carreteradetres camins en nivell tràfic pesat a agilita a 130 #km/h. Demostren autònoms conduir en camins lliures, el comboi que condueix, i canvis de camí van deixar i dret amb autònom passar d'altres carros.                                             |
| 1994            | Glops anglesos (checkers) campió mundial Tinsley va dimitir un matx contra programa d'ordinador Chinook. Chinook va derrotar 2n jugador valorat més alt, Lafferty. Chinook va vèncer els EUA Torneig Nacional pel marge més ample mai. |
| 1994            | Cindy Mason a NASA organitza el Primer AAAI Taller damunt AI i el Medi ambient. |
| 1995            | Cindy Mason a NASA organitza el Primer Internacional IJCAI Taller damunt AI i el Medi ambient. |
| 1995            | "Cap Mà A través d'Amèrica": Un semi-el carro autònom va conduir de costa a costa a través dels Estats Units amb ordinador-controlat steering per 2,797 milles (4,501 #km) de les 2,849 milles (4,585 #). Throttle i els frens van ser controlats per un conductor humà. |
| 1995            | Un d'Ernst Dickmanns' carros de robot (amb robot-controlat throttle i frens) va conduir més que 1000 milles des de Múnic a Copenhaguen i posterior, en tràfic, a fins a 120 mph, ocasionalment executant maneuvers per passar altres carros (només en unes quantes situacions crítiques un conductor de seguretat va dur damunt). La visió activa va ser solguda tractar ràpidament canviant escenes de carrer.         |
| 1996            | Steve Magnífic, roboticist i científic d'ordinador, desenvolupa i solta <i id="mwBDw">Criatures</i>, una simulació popular de vida artificial-forma amb bioquímica simulada, neurologia amb aprenent algoritmes i ADN digital heretable. |
| 1997            | El Blau Profund màquina escaquística (IBM) derrota el (llavors) campió d'escacs mundials, Garry Kasparov. |
| 1997            | Primer oficial RoboCup futbol (futbol) el matx que presenta taula-matxs superiors amb 40 equips d'interactuant robots i sobre 5000 espectadors. |
| 1997            | Ordinador Otel·lo programa Logistello va derrotar el campió mundial Takeshi Murakami amb un marcador de 6–0. |
| 1997            | El mètode de saber profund llarg record de terme baix (LSTM) va ser publicat en Computació Neuronal per Sepp Hochreiter i Jürgen Schmidhuber. LSTM ha esdevingut la xarxa neuronal més citada del segle xx. |
| 1998            | Electrònica de tigre' Furby és soltat, i esdevé el primer intent d'èxit a produint un tipus d'A.i per #assolir un medi ambient domèstic. |
| 1998            | Tim Berners-Lee va publicar el seu mapa de Carretera de Web Semàntic paper. |
| 1998            | Ulises Cortés i Miquel Sànchez-Marrè organitzar el primer Medi ambient i AI Taller en Europa ECAI, "Lligant Ciències Mediambientals i Intel·ligència Artificial". |
| 1998            | Leslie P. Kaelbling, Michael Littman, i Anthony Cassandra introdueix POMDPs i un scalable mètode per solucionant-los al AI comunitat, jumpstarting ús estès en robòtica i va automatitzar planejar i planificar |
| 1999            | Sony introdueix un robot domèstic millorat similar a un Furby, el AIBO esdevé un del primers animals de companyia artificialment "intel·ligents" que és també autònom. |
| Tard 1990s      | Web crawlers i altre AI-extracció d'informació basada programa esdevinguda essencial en ús estès del Món Web Ample. |
| Tard 1990s      | Demostració d'un espai Intel·ligent i Agents Emocionals a MITha AI Laboratori. |
| Tard 1990s      | Iniciació de feina en l'arquitectura d'Oxigen, els quals connecten ordinadors mòbils i immòbils en una xarxa adaptativa. |

## Segle XXI

### anys 2000
| Data | Desenvolupament |
| ---- | --- |
| 2000 | Els robots interactius (" joguines intel·ligents ") estan disponibles comercialment, realitzant la visió dels fabricants de joguines novedosos del segle XVIII. |
| 2000 | Cynthia Breazeal del MIT publica la seva tesi sobre les màquines sociables, descrivint Kismet (robot), amb una cara que expressa emocions. |
| 2000 | El robot Nomad explora regions remotes de l'Antàrtida buscant mostres de meteorits. |
| 2002 | El Roomba d' iRobot aspira el terra de manera autònoma mentre navega i evita obstacles. |
| 2004 | Recomanació W3C del llenguatge d'ontologia web OWL (10 de febrer de 2004). |
| 2004 | DARPA presenta el DARPA Grand Challenge que requereix que els competidors produeixin vehicles autònoms amb premis en diners. |
| 2004 | Els rovers d'exploració robòtica de la NASA Spirit i Opportunity naveguen de manera autònoma per la superfície de Mart. |
| 2005 | El robot ASIMO d'Honda, un robot humanoide intel·ligent artificialment, és capaç de caminar tan ràpid com un humà, lliurant safates als clients als entorns del restaurant. |
| 2005 | La tecnologia de recomanació basada en el seguiment de l'activitat web o l'ús dels mitjans aporta la IA al màrqueting. Vegeu els suggeriments de TiVo. |
| 2005 | Neix Blue Brain, un projecte per simular el cervell al detall molecular. |
| 2006 | The Dartmouth Artificial Intelligence Conference: The Next 50 Years (AI@50) AI@50 (14-16 de juliol de 2006) |
| 2007 | Transaccions filosòfiques de la Royal Society, B<span typeof="mw:Entity" id="mwBMM">&nbsp;</span>– Biology, una de les revistes científiques més antigues del món, publica un número especial sobre l'ús de la IA per entendre la intel·ligència biològica, titulat Models of Natural Action Selection    |
| 2007 | Checkers és resolt per un equip d'investigadors de la Universitat d'Alberta. |
| 2007 | DARPA llança el repte urbà perquè els cotxes autònoms compleixin les normes de trànsit i funcionin en un entorn urbà. |
| 2008 | Cynthia Mason de Stanford presenta la seva idea sobre la intel·ligència compassiva artificial en el seu article sobre "Giving Robots Compassion". |
| 2009 | Un LSTM entrenat per classificació temporal conexionista (Alex Graves, Santiago Fernández, Faustino Gomez i Juergen Schmidhuber, 2006) va ser la primera xarxa neuronal recurrent que va guanyar concursos de reconeixement de patrons, guanyant tres concursos de reconeixement d'escriptura connectada. |
| 2009 | Google construeix cotxes autònoms. |

### anys 2010
| Data      | Desenvolupament |
| --------- | --- |
| 2010      | Microsoft va llançar Kinect per a Xbox 360, el primer gaming dispositiu per seguir moviment d'ens humà, utilitzant just un 3D cambra i infra-detecció vermella, habilitant usuaris per jugar la seva Xbox 360 sense fils. El saber de màquina guardonat per a tecnologia de captura de moció humana per a aquest dispositiu va ser desenvolupada pel grup de Visió de l'Ordinador a Microsoft Investiga, Cambridge. |
| 2011      | Mary Lou Maher i Doug Fisher organitzen el Primer AAAI Taller damunt AI i Sostenibilitat. |
| 2011      | Watson ordinador d'IBM va derrotar Risc d'espectacle de joc televisiu! campions Rutter i Jennings. |
| 2011–2014 | Apple Siri (2011), Google de Google Ara (2012) i Microsoft Cortana (2014) és aplicacions de telèfon intel·ligent aquell ús llengua natural per respondre preguntes, fer recomanacions i actuar accions. |
| 2013      | Robot HRP-2 construït per SCHAFT Inc del Japó, una filial de Google, derrotes 15 equips per vèncer DARPAha Proves de Repte de la Robòtica. HRP-2 marcat 27 fora de 32 punts en vuit tasques van necessitar en resposta de desastre. Les tasques són condueix un vehicle, passeig sobre restes, ascendeix una escala, treu restes, passeig a través de portes, va tallar a través d'una tàpia, vàlvules properes i connectar una mànega. |
| 2013      | NEIL, el Mai Acabant Estudiant d'Imatge, és soltat a Carnegie Mellon Universitat a constantment comparar i analitzar relacions entre imatges diferents. |
| 2015      | Rupesh Kumar Srivastava, Klaus Greff, i Jürgen Schmidhuber va utilitzar LSTM principis per crear la xarxa de Carretera, un feedforward xarxa neuronal amb centenars de capes, molt més profund que xarxes anteriors. 7 mesos més tard, Kaiming Ell, Xiangyu Zhang; Shaoqing Ren, i Jian el sol va vèncer el ImageNet 2015 competició amb un obert-gated variant de xarxa de la Carretera anomenada xarxa neuronal Residual. Això ha esdevingut el més citat xarxa neuronal artificial del segle xxi. |
| 2015      | Una lletra oberta per prohibir desenvolupament i ús de les armes autònomes signades per Hawking, Almesc, Wozniak i 3,000 investigadors dins AI i robòtica. |
| 2015      | Google DeepMindha AlphaGo (versió: Fan) va derrotar europeudetres #temps Va campió 2 dan Ventall professional Hui per 5 jocs a 0. |
| 2016      | Google DeepMindha AlphaGo (versió: Lee) va derrotar Lee Sedol 4–1. Lee Sedol és un 9 dan el coreà professional Va abanderar que va vèncer 27 tornejos importants des de 2002 a 2016. |
| 2017      | Asilomar La conferència damunt Beneficiosa AI va ser arrapat, per parlar AI ethics i que per portar aproximadament beneficiós AI mentre evitant el risc existencial des d'intel·ligència de general artificial. |
| 2017      | Kazi Saabique Ahmed, un anterior DARPA investigador de sistemes intel·ligents exhibeix un Estret AI el sistema anomenat AISabik al Google CODExpo 2017. |
| 2017      | Deepstack és el primer algoritme publicat per apallissar jugadors humans en jocs d'informació imperfeta, mentre mostrat amb la significació estadística damunt encapçala-dalt no-pòquer de límit. Aviat després, el pòquer AI Libratus per grup de recerca diferent individualment va derrotar cadascú dels seus quatre oponents humans—entre els jugadors millors del món—a un excepcionalment alt agregat winrate, damunt una mostra estadísticament significativa. Per contrast a Escacs i Va, el pòquer és un joc d'informació imperfet. |
| 2017      | En maig 2017, Google DeepMindha AlphaGo (versió: Mestre) va apallissar Ke Jie, que al temps contínuament arrapat el Núm. mundial 1 classificant durant dos anys, vencent cada joc dins un matxdetres jocs durant el Futur d'Anar Cimera. |
| 2017      | Una lògica proposicional booleana satisfiability problema (SEGUT) solver prova una conjectura matemàtica queestàllarga en ternes pitagòriques sobre el conjunt d'enters. La prova inicial, 200TB llarg, va ser comprovat per dos independent va certificar prova automàtica checkers. |
| 2017      | Un OpenAI-machined va aprendre bot jugat a l'Internacional 2017 Dota 2 torneig en agost 2017. Va vèncer durant un 1v1 joc de demostració contra professional Dota 2 jugador Dendi. |
| 2017      | anàlisi d'imatge de Lent de Google i eina de comparació soltada en octubre 2017, associa milions de paisatges, obres d'art, productes i espècies a la seva descripció de text. |
| 2017      | Google DeepMind va revelar que AlphaGo Zero—una versió millorada de AlphaGo—beneficis d'actuació significatius mostrats mentre utilitzant lluny menys unitats de tramitació del tensor (com comparat a AlphaGo Lee; va utilitzar mateix import de TPUha com AlphaGo Mestre). A diferència de versions anteriors, el qual va aprendre el joc per acatar milions de moviments humans, AlphaGo el zero après per jugar únic contra ell mateix. El sistema llavors derrotat AlphaGo Lee 100 jocs a zero, i va derrotar AlphaGo Mestre 89 a 11. Tot i que unsupervised aprendre és un davanter de pas, molt té tot i així per ser après sobre intel·ligència general. AlphaZero domina escacs en quatre hores, derrotant el motor d'escacs millor, StockFish 8. AlphaZero va vèncer 28 fora de 100 jocs, i el restant 72 jocs acabats en un sorteig. |
| 2018      | Alibaba la llengua que processa AI outscores humans superiors a un Stanford comprensió i lectura Universitària prova, marcant 82.44 contra 82.304 en un conjunt de 100,000 preguntes. |
| 2018      | El Laboratori europeu per Aprendre i Sistemes Intel·ligents (aka Ellis) va proposar com a cassola-competidor europeu a americà AI esforços, amb l'objectiu de staving fora un dren de cervell de talent, al llarg de les línies de CERN després de Segona Guerra Mundial. |
| 2018      | Anunci de Dúplex de Google, un servei per permetre un AI assistent per reservar cites sobre el telèfon. La Los Angeles Cronometra jutja el AIha veu per ser una "imitació gairebé" impecable de parlar quesonahumà. |
| 2019      | DeepMindha AlphaStar assoleix nivell de Gran mestre a StarCraft II, outperforming 99.8 #per cent de jugadors humans. |

### anys 2020
| Data | Desenvolupament |
| ---- | --- |
| 2020 | 2020 DeepSpeed és la biblioteca d'optimització d'aprenentatge profund de Microsoft per a PyTorch que executa T-NLG. |
| 2020 | El febrer de 2020, Microsoft va presentar el seu Turing Natural Language Generation (T-NLG), que aleshores era el "model de llenguatge més gran mai publicat amb 17.000 milions de paràmetres". |
| 2020 | El GPT-3 d'OpenAI, un model de llenguatge autoregressiu d'última generació que utilitza l'aprenentatge profund per produir una varietat de codis informàtics, poesia i altres tasques de llenguatge excepcionalment similars i gairebé indistingibles de les escrites per humans. La seva capacitat era deu vegades més gran que la del T-NLG. Es va presentar el maig de 2020, i estava en proves beta el juny de 2020. |
| 2022 | ChatGPT, un chatbot d'IA desenvolupat per OpenAI, s'estrena el novembre de 2022. Inicialment es construeix sobre el model de llenguatge gran GPT-3.5 . Tot i que guanya elogis considerables per l'amplitud de la seva base de coneixements, les seves habilitats deductives i la fluïdesa humana de les seves respostes de llenguatge natural, també obté crítiques per, entre altres coses, la seva tendència a " al·lucinar ". ", un fenomen en el qual una IA respon amb respostes incorrectes de fet amb una gran confiança. El llançament desencadena un debat públic generalitzat sobre la intel·ligència artificial i el seu impacte potencial en la societat. |
| 2023 | Al gener de 2023, ChatGPT té més d'1 usuari, la qual cosa la converteix en l'aplicació de consumidors més sexy fins ara. |
| 2023 | El model GPT-4 d'OpenAI es llança al març de 2023 i es considera una millora impressionant respecte a GPT-3.5, amb l'advertència que GPT-4 conserva molts dels mateixos problemes de la iteració anterior. A diferència de les iteracions anteriors, GPT-4 és multimodal, permetent l'entrada d'imatges i text. GPT-4 està integrat a ChatGPT com a servei de subscriptor. OpenAI afirma que en les seves pròpies proves el model va rebre una puntuació de 1410 al SAT (percentil 94), 163 al LSAT (percentil 88) i 298 a l'examen de la barra uniforme (percentil 90).                                                                                               |
| 2023 | En resposta a ChatGPT, Google llança amb una capacitat limitada el seu chatbot Google Bard, basat en la família LaMDA de grans models de llenguatge, el març de 2023. |